# 山形オリンピック構想
山形オリンピック構想（やまがたオリンピックこうそう）は、1998年冬季オリンピックの開催を山形市で目指していた構想。日本オリンピック委員会（JOC）総会の決定により開催は実現しなかった。

## 招致運動の経緯
- 1961年 - 1968年第10回オリンピック冬季開催都市として国内立候補。国内候補地は札幌市に決定したが第10回大会の誘致には失敗した。
- 1985年5月20日 - 蔵王温泉組合が「オリンピック冬季大会招致」を決議。
- 1985年7月26日 - 山形青年会議所、山形商工会議所が相次いで「オリンピック招致推進」を決める。
- 1986年2月24日 - 蔵王温泉組合、山形青年会議所、山形商工会議所、山形県スキー連盟、蔵王地区開発振興会が山形県議会および山形市議会に対し「オリンピック招致決議」を請願する。
- 1986年3月20日 - 山形市議会が「オリンピック冬季大会の山形招致」を決議。
- 1986年10月8日 - 山形県議会が「オリンピック冬季大会の山形招致」を決議。
- 1986年10月9日 - 「山形オリンピック冬季大会招致委員会」が設立される。
- 1986年12月22日 - 山形市が日本オリンピック委員会(JOC)に「第18回オリンピック冬季競技大会開催都市立候補申請書」を提出。長野市に続いて2都市目。
- 1988年6月1日 - JOCの委員会における投票により長野が国内開催候補都市に選出された。得票数は長野34票、盛岡7票、旭川4票、山形0票。
- 1991年6月15日 - 第97回国際オリンピック委員会総会にて1998年長野オリンピックの開催が決定。

## 大会の概要
山形市内のほか上山市、天童市、山辺町、中山町にも競技場を置き、1998年2月7日から22日までの16日間に7競技70種目を実施する計画であった。
経費として競技施設建設費870億円、都市基盤整備費4000億円、運営費532億円を試算していた。

### 実施予定種目
- アルペンスキー 10種目
  - 男女滑降、スーパー大回転、大回転、回転、アルペン複合
- ノルディックスキー 14種目
  - クロスカントリースキー男子10km、15km、30km、50km、リレー、女子5km、10km、20km、リレー
  - ノルディック複合個人、団体
  - スキージャンプ70m級、90m級、団体
- フリースタイルスキー 8種目
  - 男女バレエ、モーグル、エアリアル、キロメーターランセ
- スピードスケート 10種目
  - 男子500m、1000m、1500m、5000m、10000m、女子500m、1000m、1500m、3000m、5000m
- ショートトラックスピードスケート 10種目
- 男女500m、1000m、1500m、3000m、リレー
- フィギュアスケート 4種目
  - 男女シングル、ペア、アイスダンス
- アイスホッケー 1種目
  - 男子
- バイアスロン 6種目
  - 男子10km、20km、リレー、女子5km、10km、リレー
- ボブスレー 2種目
  - 男子2人乗り、4人乗り
- リュージュ 3種目
  - 男子1人乗り、2人乗り、女子1人乗り
- カーリング 2種目
  - 男子、女子

### 予定会場
- 開会式　-　オリンピックドーム（山形市松原、新設）
- アルペンスキー　-　山形蔵王温泉スキー場（山形市、既設・一部新設）
- クロスカントリースキー　-　県民の森クロスカントリースキー競技場荒沼コース（山辺町畑谷、新設）
- スキージャンプ　-　西蔵王高原ジャンプ競技場（山形市土坂西蔵王放牧場、新設）蔵王ジャンプ場（山形蔵王温泉スキー場、既設、練習用）
- フリースタイルスキー　-　山形蔵王温泉スキー場（山形市、既設・一部新設）
- スピードスケート　-　オリンピックドーム（山形市松原、新設）、アルカディアリンク（山形市松原、新設、練習用）
- ショートトラックスピードスケート　-　山形市総合スポーツセンター（山形市落合町、既設改修・リンク仮設）
- フィギュアスケート　-　JUHYOアリーナ（山形市松原、新設）、山形厚生年金休暇センター屋内リンク（山形市蔵王飯田、既設）
- アイスホッケー　-　JUHYOアリーナ（山形市松原、新設）、べにばなアリーナ（山形市松原、新設）
- バイアスロン　-　県民の森バイアスロン競技場大沼コース（山辺町畑谷、新設）
- ボブスレー・リュージュ　-　西蔵王高原ボブスレー・リュージュ競技場（山形市土坂西蔵王放牧場、新設）
- カーリング　-　山形市総合スポーツセンター（山形市落合町、既存改修・リンク仮設）、山形スケートセンター（山形市荒楯町、既設）
- 閉会式　-　JUHYOアリーナ（山形市松原、新設）
- 選手村　-　（山形市松原、新設）